# Amorphophallus chlorospathus
Amorphophallus chlorospathus är en kallaväxtart som beskrevs av Wilhelm Sulpiz Kurz och Joseph Dalton Hooker. Amorphophallus chlorospathus ingår i släktet Amorphophallus och familjen kallaväxter. Inga underarter finns listade.